# Квадво Асамоа
Квадво Асамоа (на английски: Kwadwo Asamoah) е бивш ганайски професионален футболист, който играе като защитник.

## Клубна кариера

### Ранни години
Асамоа е открит от местен клуб. Присъединявя се към швейцарския клуб АК Белиндзона, като е даден под наем на италианския Торино през зимата на 2007/08 г.

### Удинезе
В Удинезе пристига през юни 2008 година, като оставя много добри впечатления. Там той записва 103 мача и 6 отбелязани гола.

### Ювентус
Добрите му игри не остават незабелязани и през лятото на 2012 г. подписва с шампиона Ювентус, заедно със съотборника си от Удинезе Маурисио Исла. В Ювентус, Асамоа бързо получава титулярно място, като още в дебюта си за Старата госпожа отбелязва гол в мач за Суперкупата на Италия срещу Наполи. В периода си в Ювентус Асамоа записва 116 мача в Серия А и 4 отбелязани гола като печели титлата на Италия шест поредни години.

### Интер
На 2 юли 2018 г. преминава в Интер.

## Национален отбор
Асамоа дебютира за Гана през 2006 година.

### Купа на африканските нации 2008
Първият му голям форум е на Купата на африканските нации през 2008 г. Там печели бронзов медал, като Гана побеждава Кот д'Ивоар в битка за третото място.

### Купа на африканските нации 2010
През 2010 г. Асамоа печели бронзов медал. Гана достига финал в Купата на африканските нации, но го губи от Египет с 1-0.

### Световно първенство 2010
През 2010 г. отбора на Асамоа достига най-големия си връх на светоните финали. В груповата фаза Гана е в една група с Германия, Австралия и Сърбия. След победа над Сърбия, равенство с Австралия и загуба от Германия, Гана се класира на второ място в групата. На 1/8 Гана среща отбора на Съединените щати, като побеждава янките с 2-1 след изиграване на продължения. На 1/4 Асамоа и компания срещат отбора на Уругвай. Гана, обаче отпада след изпънение на дузпи.

### Купа на африканските нации 2012 и 2013
В това издание на турнира Гана завършва два пъти на четвърто място. В битка за третото място, Гана губи от Мали.

### Световно първенство 2014
На световното първенство през 2014 в Бразилия, Гана е поставена в група заедно с Германия, САЩ и Португалия.
В първия мач Гана губи от САЩ с 2-1. Във втория постига равенство (2-2) с отбора на Германия.

## Успехи
Гана
- Купа на африканските нации Сребърен медал 2010
- Купа на африканските нации Бронзов медал 2008
- Най-обещаващ африкански играч: 2010

Ювентус
- Серия А (6) – 2013, 2014, 2015, 2016, 2017, 2018
- Купа на Италия (4) – 2015, 2016, 2017, 2018
- Суперкупа на Италия: 2012, 2013, 2015